# Ovnat
Ovnat (en hebreu: אבנת) és un petit assentament israelià situat a Cisjordània, en la costa occidental de la Mar Morta, a uns 7 kilometres (4 milles) al sud de Kàlia, i 12 kilometres (7 milles) al nord de Mitzpe Shalem. El llogaret pertany a la jurisdicció del Consell Regional de Meguilot. El 2017 el poble tenia una població de 201 habitants. La comunitat internacional considera que els assentaments israelians en la Cisjordània ocupada són il·legals, segons el dret internacional, però el govern israelià no està d'acord amb aquesta afirmació.

## Història
L'assentament es va fundar el 2004, en el indret a on anteriorment existia un assentament de la Brigada Nahal. L'escola secundària Yiftach es troba en la població, alguns residents de la comunitat treballen en l'àmbit de l'ensenyament.